# (33432) 1999 ET3
1999 ET3 (asteroide 33432) é um asteroide da cintura principal. Possui uma excentricidade de 0.07895620 e uma inclinação de 9.56351º.
Este asteroide foi descoberto no dia 15 de março de 1999 por Paul G. Comba em Prescott.